# Katharina Slepzow

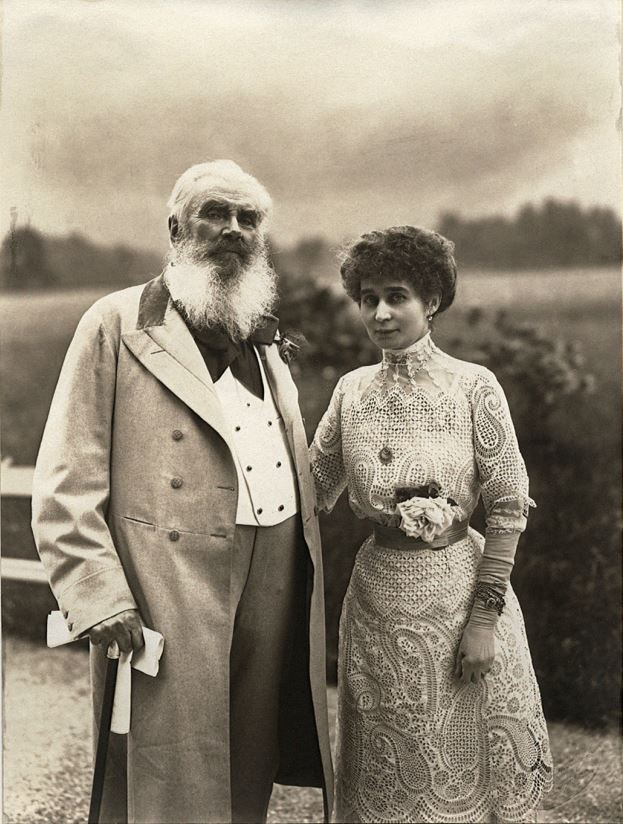
Katharina von Donnersmarck mit Ihrem Mann Guido von Donnersmarck

Katharina Henckel von Donnersmarck (geborene Slepzow; * 16. Februar 1862 in St. Petersburg; † 10. Februar 1929 in Koslowagora) war die zweite Ehefrau von Guido Graf Henckel Fürst von Donnersmarck.

## Leben
Katharina von Donnersmarck war eine Tochter des russischen Staatsrats Wassili Alexandrowitsch Slepzow. Sie heiratete am 11. Mai 1887 Guido Henckel von Donnersmarck in Wiesbaden. Das Ehepaar hatte zwei Kinder, Guidotto Karl Lazarus von Donnersmarck und Kraft Raul Paul Alfred Ludwig Guido von Donnersmarck. Ab 1914 führte Katharina von Donnersmarck als Ehrenmitglied des Vaterländischen Frauen-Vereins Frohnau bei Berlin die Aufsicht über die zwölf Krankenschwestern in dem von ihrem Mann im selben Jahr gegründeten Vereinslazarett Frohnau. Nach dem Ersten Weltkrieg und dem Tod ihres Mannes lebte Katharina von Donnersmarck auf dem Familiengut in Neudeck.

### Nachkommen
- Guidotto Karl Lazarus (* 23. Mai 1888 in Berlin; † 23. Dezember 1959 in Rottach-Egern); 2. Fürst von Donnersmarck; Heirat am 13. Februar 1909 in München (Kirchliche Heirat am 14. Februar) mit Anna Prinzessin zu Sayn-Wittgenstein-Berleburg (* 12. September 1884 in Egern am Tegernsee; † 21. Februar 1963 in Wildbad Kreuth); Nachkommen: Grafen Henckel von Donnersmarck und Fürsten von Donnersmarck
- Kraft Raul Paul Alfred Ludwig Guido (12. März 1890 in Berlin; † 1. September 1977 in Rottach-Egern), 16. Freier Standesherr von Beuthen, Besitzer von Repten.